# Ernst Busch (attore)
Ernst Busch, pseudonimo di Friedrich Wilhelm Ernst Busch (Kiel, 22 gennaio 1900 – Bernburg, 8 giugno 1980), è stato un attore, regista e cantante tedesco.

## Biografia
Figlio di Emma e Friedrich Busch, un muratore, Ernst Busch - finiti gli studi - trovò lavoro come operaio in un cantiere navale. Nel 1916, si iscrisse alla Sozialistische Arbeiter-Jugend (giovani lavoratori socialisti). Nel 1918, sotto l'impatto della rivolta dei marinai di Kiel, lasciò il partito socialista per entrare nell'USPD.
Nel 1920, dopo aver preso lezioni di recitazione e di canto, Busch venne ingaggiato dallo Stadttheater di Kiel. Lavorò poi a Francoforte sull'Oder e in Pomerania. Nel 1927, si trasferì a Berlino dove lavorò per il Piscator-Bühne, un collettivo di scrittura teatrale di cui fece parte anche Bertold Brecht, fondato da Erwin Piscator. Busch visse, dal 1929, nella Künstlerkolonie Berlin, un quartiere per artisti. A teatro, portò in scena opere di Friedrich Wolf, Brecht ed Ernst Toller. Rese celebre con la sua voce l'inno del KPD, la Marcia Silenziosa, ovvero der Heimliche Aufmarsch, noto anche come "Sozialistische Weltrepublik".
Nel 1931, nel film L'opera da tre soldi di Pabst, ricoprì il ruolo del cantastorie interpretando la ballata di Mackie Messer. Fu anche uno dei protagonisti di Kuhle Wampe oder: Wem gehört die Welt?, un film di forte impatto sociale e politico diretto da Slatan Dudow nel 1932. Dal 1929 al 1936 girò quattordici film, molte volte in un ruolo di cantante.
Salito al governo il partito nazionalsocialista, Busch sfuggì fortunosamente all'arresto che doveva essere eseguito dalle SA il 9 marzo 1933 nel quartiere della Künstlerkolonie. Il cantante, insieme alla moglie Eva, lasciò la Germania rifugiandosi dapprima in Olanda, poi in Belgio, in Svizzera, in Francia, in Austria e, alla fine, in Unione Sovietica.
Nel 1937, si recò in Spagna insieme alla giornalista Maria Osten. Lì, cantò per le Brigate internazionali: le sue esecuzioni di Die Thälmann Kolonne, Bandiera rossa e No pasaran esprimevano chiaramente un messaggio antifascista e comunista. A metà del 1938, quando le Brigate Internazionali furono sciolte, Busch lasciò la Spagna, tornando in Belgio dove partecipò a programmi radiofonici, registrando per Radio Bruxelles, dando concerti e incidendo dischi.

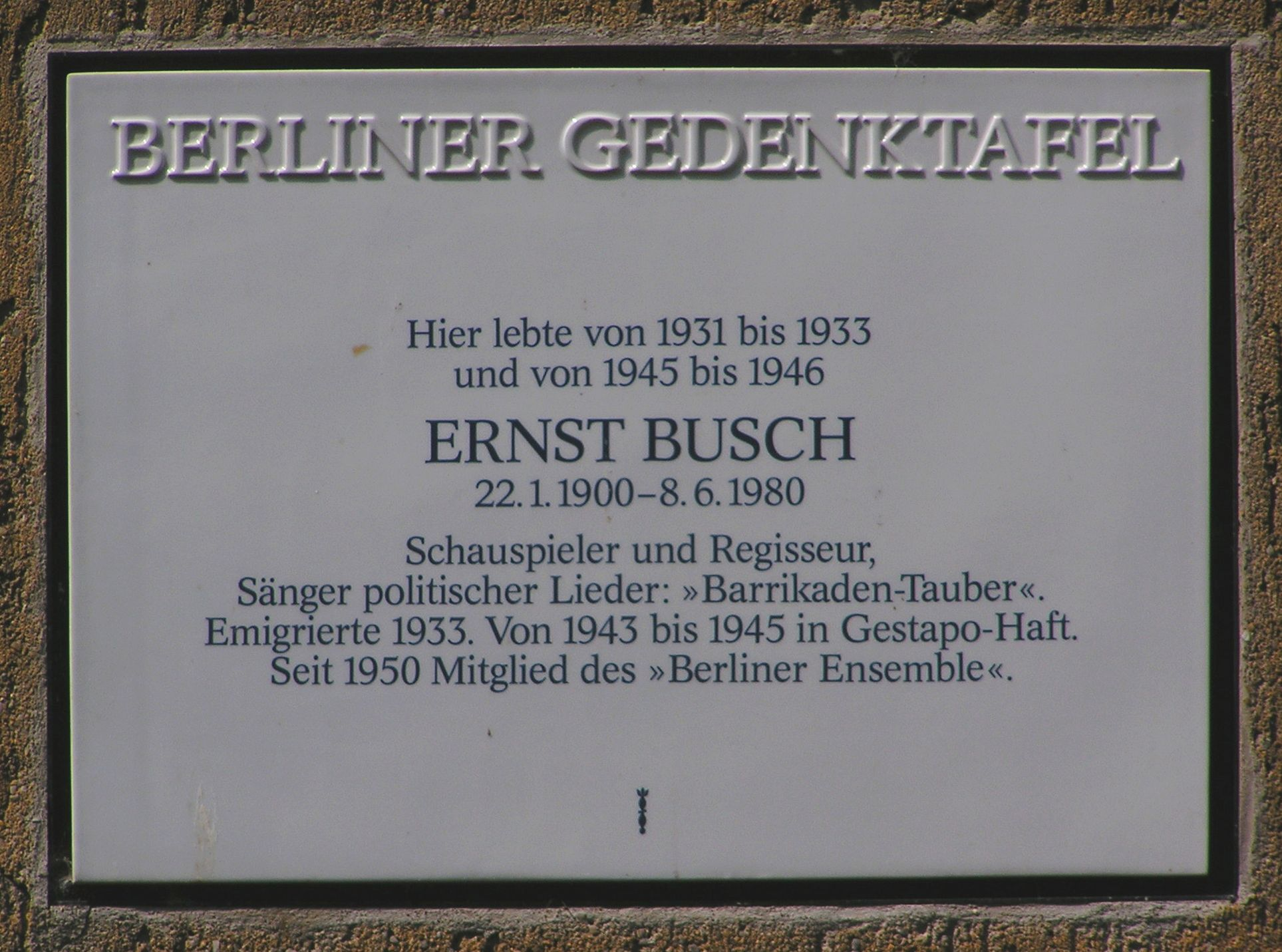
Targa commemorativa alla Künstlerkolonie di Berlino

Quando la Germania invase il Belgio, Busch fu arrestato ad Anversa e condotto nel sud della Francia nel campo di internamento di Gurs, ai piedi dei Pirenei. A Gurs, Busch restò fino alla fine del 1942, quando riuscì a fuggire. Arrivò fino al confine svizzero dove, alla frontiera, venne arrestato dalla gendarmeria francese. Messo in isolamento e accusato di alto tradimento, Moabit, la prigione berlinese dove si trovava, venne bombardata da un raid aereo alleato e lui rimase ferito alla testa. Il 27 aprile 1944, venne liberato dai soldati dell'Armata rossa dalla prigione di Brandeburgo.
Nel 1945, ritornò a vivere alla Künstlerkolonie dove aveva vissuto fino al 1933. Vi restò per alcuni anni fino a quando, nel 1949, si trasferì a Berlino Est, a Treptow, con la sua nuova compagna, Margarete Körting.
Protagonista di alcune delle più famose messe in scena del Berliner Ensemble, del Deutsches Theater e della Volksbühne, fu interprete di Brecht, Shakespeare, Gorki e Goethe. Nel 1961, si ritirò dalle scene per problemi di salute. Trascorse gli ultimi anni, affetto da demenza senile, chiuso in un istituto di psichiatria di Bernburg da cui tentò più volte di scappare, senza esito.
Morì l'8 giugno 1980.

## Filmografia
- Katharina Knie, regia di Karl Grune (1929)
- L'opera da tre soldi (Die 3groschenoper), regia di Georg Wilhelm Pabst (1931)
- Gassenhauer, regia di Lupu Pick (1931)
- Das Lied vom Leben, regia di Alexis Granowsky (1931)
- La tragedia della miniera (Kameradschaft), regia di Georg Wilhelm Pabst (1931)
- Die Koffer des Herrn O.F., regia di Alexis Granowsky (1931)
- Niemandsland, regia di Victor Trivas e (non accreditato) George Shdanoff
- Kuhle Wampe (Kuhle Wampe oder: Wem gehört die Welt?), regia di Slatan Dudow (1932)
- Razzia in St. Pauli, regia di Werner Hochbaum (1932)
- Strafsache von Geldern, regia di Willi Wolff (1932)
- Die Zwei vom Südexpress, regia di Robert Wohlmuth (1932)
- Senza madre (Eine von uns), regia di Johannes Meyer (1932)
- Das Meer ruft, regia di Hans Hinrich (1933)
- Bortsy, regia di Gustav von Wangenheim (1936)
- Fünf Patronenhülsen, regia di Frank Beyer (1960)
- Mutter Courage und ihre Kinder, regia di Peter Palitzsch e Manfred Wekwerth (1961)
- Die Ermittlung - Oratorium in 11 Gesängen, regia di Lothar Bellag e Ingrid Fausak (1966)
- Goya - oder Der arge Weg der Erkenntnis, regia di Konrad Wolf (1971)